# Fidiobia dominica
Fidiobia dominica är en stekelart som beskrevs av Evans och Peña 2005. Fidiobia dominica ingår i släktet Fidiobia och familjen gallmyggesteklar. Inga underarter finns listade i Catalogue of Life.